# Пановая Гора
Пановая Гора — деревня в Тюлячинском районе Татарстана. Входит в состав Узякского сельского поселения.

## География
Находится в северо-западной части Татарстана на расстоянии приблизительно 7 км на юг-юго-восток от районного центра села Тюлячи.

## История
Основана во второй половине XVII века, упоминалась также как Петров Починок.

## Население
Постоянных жителей было: в 1782 году — 108 душ мужского пола, в 1859—474, в 1897—367, в 1908—522, в 1920—382, в 1926—397, в 1938—331, в 1949—303, в 1958—131, в 1970 — 51, в 1979 — 34, в 1989 — 21, 4 в 2002 году (русские 100 %), 3 в 2010.